# Divadlo v Řeznické
Divadlo v Řeznické je malá divadelní scéna na pražském Novém Městě.

## Historie
Za první čs. republiky zde byla vinárna V chaloupce (Emil Artur Longen). V roce 1960 až 1970 zde byl svazácký klub, který byl nejdříve hudební.
V roce 1981 zde začala divadelní éra pod názvem „Klub v Řeznické“. Celou tuto éru provázela Doubravka Svobodová jako dramaturgyně a i jako ředitelka. V roce 1990 Doubravka s velkým úsilím vyvázala klub ze svazáckého majetku. Od roku 1990 až 1993 byl klub v Řeznické zařízením Obecního domu v Praze 1 (ten poskytoval peníze na provoz). Od 1. ledna 1994 je divadlo v Řeznické oficiálně uznaným divadlem s vlastním statusem a je financováno Obvodním úřadem pro Prahu 1. Působily zde mnohé herecké i režisérské osobnosti (Oto Ševčík, Bára Hrzánová, Jan Hrušínský, Bohumil Klepl, Jitka Sedláčková, Vlasta Žehrová, Jana Boušková a další).